# Базилиск
Базилиск (грч. βασιλίσκος - мали краљ; лат. Regulus), такође и василиск, је према европским збиркама чудних звери и легендама, митски рептил који је наводно краљ отровница и који има моћ да убије само једним погледом. Према „Природној историји“ (Naturalis Historia), делу Плинија Старијег, Базилиск је мала змија која је толико отровна да иза себе оставља траг смртоносног отрова, а њен поглед је такође смртоносан.
Базилиск је такође познат као и краљ змија. Према миту, ова змија, може да достигне џиновску величину, и да живи много стотина година, рађа се из кокошијег јајета излегнутог испод жабе крастаче. Начини на које он убија изузетно су чудновати, јер осим својих смртоносних и отровних зуба, Базилиск има смртоносан поглед, и сви који се загледају у зеницу његовог ока умреће истог трена. Паукови беже од Базилиска, јер је њихов смртни непријатељ, а Базилиск бежи једино од кукурикања петла, које је смртоносно за њега. У неким описима се каже да је једина ствар која може убити базилиска ласица, иако наводно и она обавезно страда у тој борби. Најранији запис ове тврдње је у Плинијевој „Природној историји“, књизи 8, пасусу 33.
У српским средњовековним записима, василиск је поменут на мраморном стубу на Косову, где писац погрдно говори о турском султану Мурату и његовом сину Јакубу, називајући их аспидин и гујин пород, штене лавово и василисково.
Базилиск се такође помиње и у другој књизи о Харију Потеру. У њој је приказан као змија дугачка око 20м чији је отров смртоносан, а ако је погледаш у очи умиреш (ако погледаш кроз стакло постајеш залеђен).
Базилиск је назив и за род малих гуштера (породица Corytophanidae). Зелени Базилиск се често назива Христовим именом због способности да трчи по воденој површини.